# Me'ir Amit
Me'ir Amit (hebrejsky: מאיר עמית, rodným jménem Me'ir Slucki, hebrejsky: מאיר סלוצקי; žil 17. března 1921 – 17. července 2009) byl izraelský politik, generálmajor Izraelských obranných sil (IOS), náčelník izraelské vojenské rozvědky Aman v letech 1962 až 1963 a ředitel izraelské rozvědné služby Mosad v letech 1963 až 1968. Je historicky jediným člověkem, který stál zároveň v čele obou těchto zpravodajských služeb.

## Mládí
Narodil se ve městě Tiberias u břehů Galilejského jezera jako Me'ir Slucki. Společně s rodinou, která byla činná v dělnicko-sionistickému hnutí, se jako malý přestěhoval do Jeruzaléma a Ramat Ganu. Chodil do zemědělské školy v kibucu Giv'at ha-Šloša a na telavivskou střední školu Balfour Reali. V roce 1936, v patnácti letech, vstoupil do židovské podzemní vojenské organizace Hagana a v roce 1939 odešel do kibucu Alonim v dolní Galileji. V řadách Hagany sloužil v letech 1940 až 1945 jako palestinský židovský policista. V té době si rovněž hebraizoval své příjmení na Amit. V roce 1941 se oženil s Jonou Kelmanovou, se kterou měl později tři dcery.

## Vojenská kariéra
V řadách Hagany se účastnil bojů během izraelské války za nezávislost, ve které bojoval v bitvě u Mišmar ha-Emek, v bitvě u Jizre'elského údolí a v bitvě o Dženín, ve které byl zraněn. Po uzdravení se stal zástupcem velitele 15. pěšího praporu brigády Golani a posléze povýšil na velitele 19. obrněného praporu téže brigády. Během války jeho obrněný prapor bojoval v operacích Chorev a Uvda a patřil mezi první jednotky brigády Golani, které dosáhly jihoizraelského města Ejlat.

Znak brigády Golani, jejímž byl Amit velitelem

Po válce se rozhodl opustit kibuc a vstoupil do řad Izraelských obranných sil (IOS). V letech 1951 až 1952 byl velitelem brigády Golani a z této pozice velel bitvě u Tel Mutila, která byla izraelskou reakcí na syrské překročení demilitarizovaného pásma na Golanských výšinách. Během bitvy se Izraelcům podařilo zatlačit Syřany zpět na jejich část demilitarizovaného pásma, avšak za cenu 40 mrtvých izraelských vojáků a mnoha dalších zraněných, za což byl Amit izraelským armádním velením kritizován. V roce 1952 byl jmenován velitelem školícího velitelství IOS. V roce 1954 se zúčastnil důstojnického kurzu ve městě Camberley ve Spojeném království a po návratu do Izraele stanul v čele operačního oddělení IOS. V roce 1955 byl jmenován velitelem jižního velitelství IOS a o rok později byl opětovně jmenován do čele armádního operačního oddělení. Ze svých funkcí byl zodpovědný za naplánování a provedení Sinajského tažení z roku 1956. V letech 1958 až 1959 stál v čele centrálního velitelství IOS.
V roce 1958 se vážně zranil během rutinního parašutistického tréninku, když se mu při seskoku jen částečně otevřel padák. Po několik dní byl jeho stav kritický a po zlepšení strávil osmnáct měsíců v nemocnici. Po propuštění z nemocnice byl poslán na studijní pobyt do Spojených států, kde studoval ekonomii na Columbijské univerzitě v New Yorku, kterou absolvoval v roce 1961.

## Zpravodajská kariéra
Po svém návratu do Izraele v roce 1961 Amit vyhověl žádosti náčelníka Generálního štábu Cvi Cura a stal se náčelníkem vojenské zpravodajské služby Aman. Ve funkci jej provázely střety s tehdejším ředitelem Mosadu Iserem Har'elem ohledně kompetencí obou služeb. Amit přitom patřil k nejnekompromisnějším kritikům Mosadu a společně s náměstkem ministra obrany Šimonem Peresem kritizoval Har'ela za jeho postup vůči egyptskému raketovému programu.
V červenci 1962 totiž egyptský prezident Gamál Násir veřejně prohlásil, že Egypt vlastní pro boj s Izraelem nové tajné zbraně. Tato skutečnost však nebyla v Izraeli plně známá, neboť byl Mosad zaneprázdněn jinými úkoly: „Har'elovi se kladlo za vinu, že nebyl schopen tento vývoj situace předvídat (…) a že při honbě za nacisty a sledováním Joseleho Schumachera po celém světě zbytečně mrhal časem a prostředky Mosadu.“ Nedlouho nato zjistili agenti Mosadu informace o původu těchto zbraní. Již od 50. let totiž v egyptském zbrojním průmyslu působila řada německých techniků, inženýrů a bývalých důstojníku Wehrmachtu. Přímo na egyptském raketovém programu přitom pracovali němečtí raketoví odborníci, kteří se během druhé světové války podíleli na nacistickém programu raket V-2. Po zjištění těchto skutečností byl Har'el „přesvědčen, že němečtí vědci pracují na zbraních ohrožujících samotnou existenci Izraele.“ Mosad proto zahájil operaci s krycím názvem „Damokles“, jejímž součástí bylo zasílání dopisových bomb, únosy a řada „nehod.“ Celá záležitost se provalila v březnu 1963, když byli ve Švýcarsku zatčeni dva agenti Mosadu. Kvůli „rozsáhlé hysterické tiskové kampani“, která mohla ohrozit Ben Gurionovu politiku vůči Západnímu Německu a tajný německo-izraelský nákup zbraní, nařídil Ben Gurion Har'elovi zastavit všechnu činnost proti německým vědcům v Egyptě. Har'el však namísto toho rezignoval, načež Ben Gurion povolal Amita do Tel Avivu, kde mu nakázal, aby po Har'elovi převzal řízení Mosadu do doby, než se po Har'elovi najde vhodný nástupce. Na devět měsíců se stal historicky jediným člověkem, který zároveň stál ve vedení Amanu i Mosadu.

### Včele Mosadu
| „                                                           | Když Isser Har'el z Mosadu s prásknutím dveří odešel, byl přesvědčen, že Mosad bez něho nebude moci dále fungovat. Ohromující je, že po jeho odchodu úroveň práce Mosadu nebývale stoupla. | “ |
| — Me'ir Amit, popisuje svou úvahu nad Har'elovou animozitou | |   |

Po nástupu do čela Mosadu se Amit musel vyrovnat s animozitou svého předchůdce, který se při nejrůznějších příležitostech snažil zpochybňovat jeho vedení. Har'el však nebyl jediným, komu se nový ředitel nelíbil; část nespokojených agentů, včetně například budoucího premiéra Jicchaka Šamira, z agentury na protest odešla. Patrně nejvážnější situací, při níž Har'el požadoval Amitovo propuštění, bylo zapletení Mosadu do vraždy marockého opozičního vůdce Mehdiho Ben Barky z roku 1965. Počátkem 60. let totiž Mosad spolupracoval s marockou tajnou službou, kterou dokonce pomáhal reformovat a cvičit její agenty. V roce 1965 požádal marocký ministr vnitra a šéf tajné služby Mohamed Oufkir Mosad, aby pomohl vypátrat Ben Barku, který plánoval svržení marockého monarchistického režimu. Do operace se zapojila i francouzská tajná služba SDECE. Ve spolupráci všech tří tajných služeb byl Ben Barka vypátrán a marockými a francouzskými agenty v říjnu 1965 unesen do Paříže. Následně byl po výslechu a mučení zabit. Poté, co se celá událost provalila, začalo ve Francii médii velmi sledované vyšetřování. Přestože se Francouzi o podílu Izraelců nezmínili, požadoval Har'el v Izraeli odvolání Amita či premiéra Levi Eškola a zodpovědnou osobu obvinil z porušení národního a mezinárodního práva. Amit však „účast izraelských agentů na únosu a zavraždění Ben Barky popřel a tvrdil, že Mosad v celém případě sehrál jen ‚okrajovou úlohu‘: Marokáncům pouze dodal ‚jeden pas‘ a ‚pronajal pro ně několik aut‘.“ Zároveň dodal, že premiér Eškol dal k operaci souhlas. Následně proběhlá dvě interní vyšetřování však žádný výsledek nepřinesla. Amitovi se nakonec podařilo celou událost přečkat a samotný skandál zůstal v tajnosti.
Amitovu působení v čele Mosadu je však připisováno ukončení rivality mezi tajnými službami, které se dlouhá léta potýkala s nejednoznačností pole působnosti. To bylo umožněno především jeho chápáním potřeby koordinace a spolupráce mezi jednotlivými službami. Za Amitova vedení došlo k řadě významných úspěchů zpravodajské služby a připisuje se mu i velká zásluha na rozšíření sítě agentů (tzv. HUMINT), zvláště v arabském světě. Jedním z jeho prvních rozhodnutí bylo v roce 1964 navázání spolupráce s iráckými Kurdy, které Mosad pomáhal cvičit a zbrojit. Kurdy v Iráku dokonce Amit několikrát tajně navštívil.

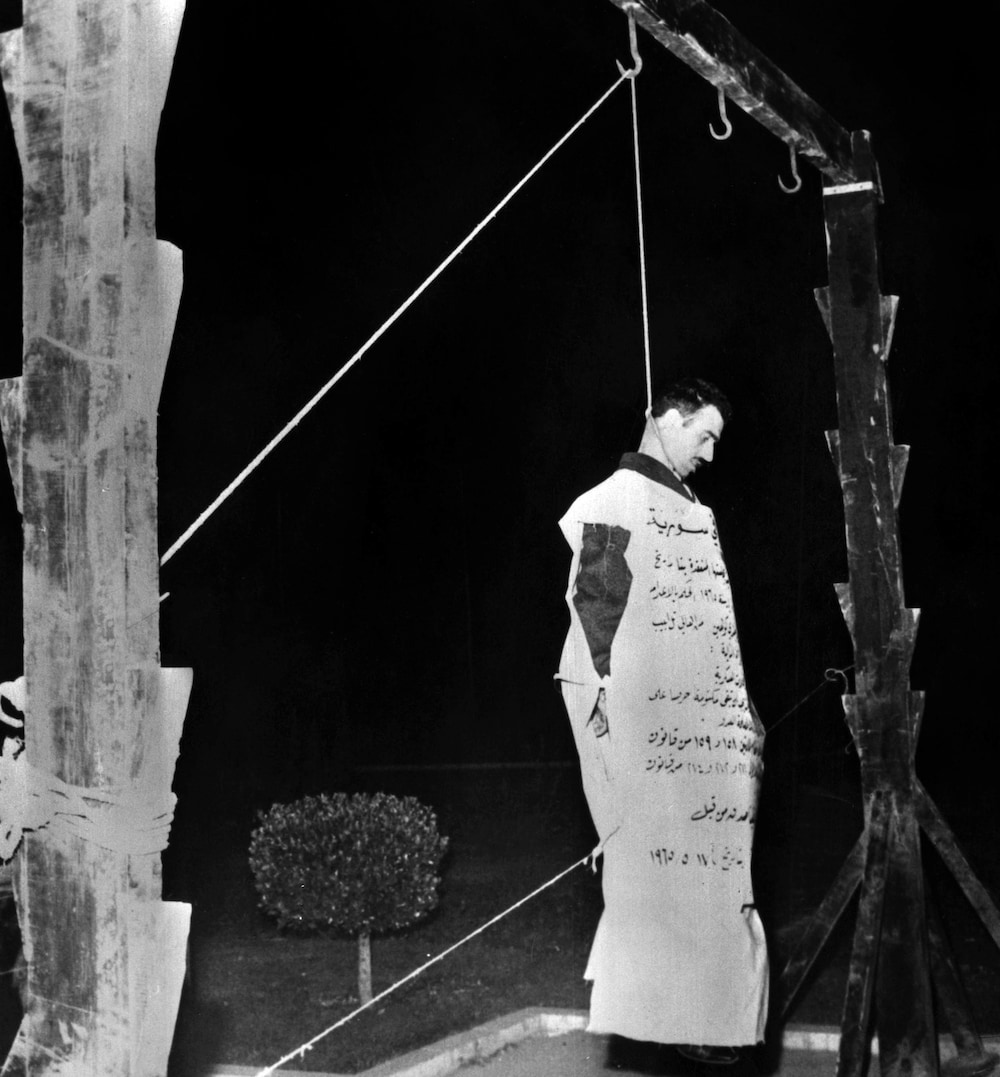
Oběšené tělo Eli Kohena viselo po popravě 19. května 1965 na damašském náměstí Mučedníků šest hodin, zatímco kolem chodily davy lidí, aby si izraelského špiona prohlédly

Velkým úspěchem izraelských zpravodajských služeb byla infiltrace špiona Eliho Kohena (krycí jméno „Menaše“) do nejvyšších úrovní syrské politiky. Kohen byl v květnu 1960 naverbován do zvláštní jednotky vojenské rozvědky Aman a následně vyslán přes Argentinu, coby bohatý obchodník, v roce 1962 do Sýrie. V Sýrii vystupoval jako prosperující obchodník s nábytkem a postupně získal mnoho konexí ve vysokých finančních, vojenských a politických kruzích, včetně úzkých styků s nejvýznamnějšími představiteli strany Baas. Díky tomu se například se syrskými přáteli vypravil v červenci 1962 na výlet po syrských opevněních na Golanských výšinách a získané informace a pořízené fotografie pak Izraeli později pomohly při dobytí tohoto hornatého území v šestidenní válce v roce 1967. V roce 1964 byl Kohen převelen pod Mosad a nadále pokračoval ve své špionážní činnosti v Sýrii. Kohen však nepatřil mezi dokonalé špiony a jeho časté používání vysílačky, navíc na stejné frekvenci, nakonec vedlo k jeho odhalení syrskou kontrarozvědkou. V následném procesu byl odsouzen k trestu smrti a 19. května 1965 veřejně oběšen.

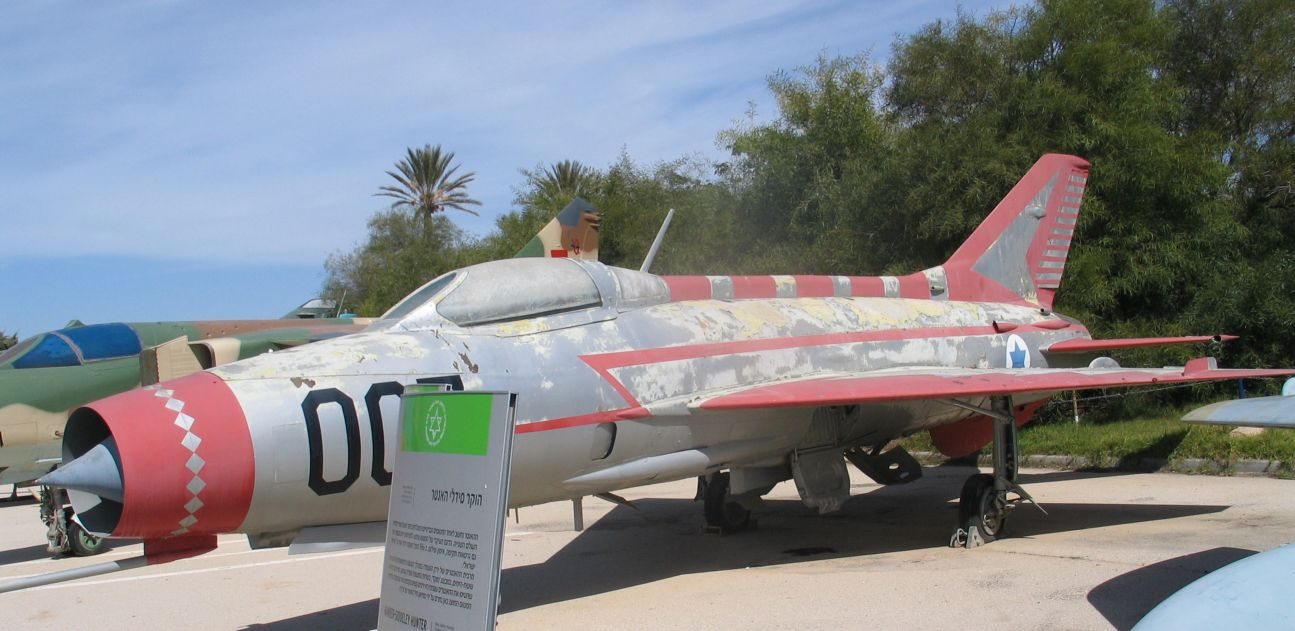
Ukořistěný irácký MiG-21 v muzeu na letecké základně Chacerim

Mezi nejvýznamnější úspěchy Mosadu pod Amitovým vedením však patřilo zorganizování únosu tehdy nejmodernějšího sovětského stíhacího letounu MiG-21F z výzbroje iráckého letectva v roce 1966. Celou operaci přitom iniciovala poznámka tehdejšího velitele letectva a pozdějšího prezidenta Ezera Weizmana, který v roce 1963 směrem k Amitovi prohlásil: „Když mi sem dopravíte Mig-21, odvedete dobrou práci.“ Operace dostala kódový název „Jahalom“, avšak Mosad při ní zprvu nebyl úspěšný. Nakonec se mu ale podařilo k dezerci přemluvit iráckého pilota, kapitána Muníra Rúfá, který pocházel z maronitské křesťanské rodiny. Výměnou za dezerci Rúfá žádal, aby Mosad propašoval z Iráku jeho rodinu. Navíc byla dohodnuta finanční odměna ve výši více než milion dolarů. Celá operace nakonec proběhla 16. srpna 1966. Rúfá letěl přes severní Jordánsko a krátce před izraelským vzdušným prostorem mu přiletěly naproti dva izraelské stíhací letouny. Díky získání letounu, který byl ve výzbroji všech nepřátelských států, se Izraeli podařilo zjistit letové a technické vlastnosti a parametry letounu, které se později ukázaly jako nedocenitelné při šestidenní válce v roce 1967. Plány letounu i letoun samotný Izrael rovněž zapůjčil americké straně (CIA a USAF), díky čemuž došlo k ještě většímu upevnění vzájemných vztahů.
Díky těmto agentům v egyptské armádě měla IOS během Šestidenní války v roce 1967 k dispozici klíčové informace pro izraelský preventivní úder proti egyptským leteckým základnám (operace Moked). Další detailní informace dodané Amitovým Mosadem pak posloužily při následné pozemní ofenzívě. Díky Amitovi, který přesvědčil tehdejšího amerického prezidenta Johnsona a šéfa CIA Helmse, se v šestidenní válce dostalo Izraeli na diplomatické půdě podpory Spojených států.

## Politická kariéra
Po svém odchodu z Mosadu dále pracoval pro vládu. V roce 1976 vystoupil ze Ma'arachu a pomáhal zakládat Demokratické hnutí za změnu (zkráceně Daš) Moše Dajana. Ve volbách v roce 1977 pak za tuto stranu kandidoval do Knesetu a stal se jeho poslancem. V roce 1977 byl jmenován ministrem dopravy a komunikací ve vládě Menachema Begina, čímž rozhněval své někdejší labouristické kolegy a přátele. V roce 1978 však vládu i Daš opustil a stal se členem opoziční liberální strany Šinuj a v roce 1980 se nakonec vrátil do Ma'arachu. Během funkčního období sedmého Knesetu byl členem výboru pro zahraniční věci a obranu. Po jednom funkčním období v Knesetu v roce 1982 ukončil svou politickou dráhu.

## Po odchodu z politiky
Po odchodu z politiky zastával řadu vysokých pozic v izraelských hi-tech společnostech. Stal se jedním z „otců“ výstavby první izraelské telekomunikační družice Amos. V roce 2003 mu byla udělena Izraelská cena za celoživotní přínos izraelské společnosti. V roce 2006 poskytl rozhovor, ve kterém zhodnotil boj s islámským terorismem. Na konflikt s ním se dívá jako na třetí světovou válku kvůli snahám rozšířit islám po celém světě. Zastával také názor, že by tehdejší íránský prezident Mahmúd Ahmadínežád měl být odstraněn. Před svou smrtí byl předsedou izraelského Střediska pro zvláštní studia.
Izraelský prezident Šimon Peres o něm po jeho smrti prohlásil:
| „                                 | Generace Izraelců, celé generace dětí, jsou povinovány Me'iru Amitovi vděčností za jeho nesmírný příspěvek – jehož velká část zůstává tajná – k budování síly a odstrašující síly Izraele. Byl přirozeným vůdcem, kterému lidé věřili, a současně byl vizionářem státu. | “ |
| — izraelský prezident Šimon Peres | |   |

## Dílo
- A Life in Israel's Intelligence Service: An Autobiography. [s.l.]: Mitchell Vallentine & Company, 2009. ISBN 978-0853036487. (anglicky)